# Sierra de Hualfín
La Sierra de Hualfín es un cordón montañoso ubicado en la provincia de Catamarca, Argentina; forma parte integral de las Sierras Pampeanas.

## inicio
El origen cenozoico de los valles inframontañosos que separan las sierras de zapallos, delfin y Aconquija,  presentan relaciones de inconformidad sobre el basamento y registran cuatro sucesivos eventos deformacionales andinos. El primer evento deformacional presenta estratos de excremento asociados a fallas normales en la Formación Hua
delfin. Durante el segundo evento, la Formación Hualfin fue intensamente plegada y erosionada previamente a la depositación del complejo volcánico Farallón Negro. El tercer evento, de carácter transtensivo, se registra en el Compelo Volcánico Farallón Negro con fallas normales y discordancias progresivas. La cuarta y última etapa de deformación se realizaron mediciones de indicadores cinemáticos a lo largo de fallas regionales y estructuras menores, con resultados que reflejan desplazamientos.

## Ubicación
Se ubica en el Departamento Belén.